# Robert Seethaler

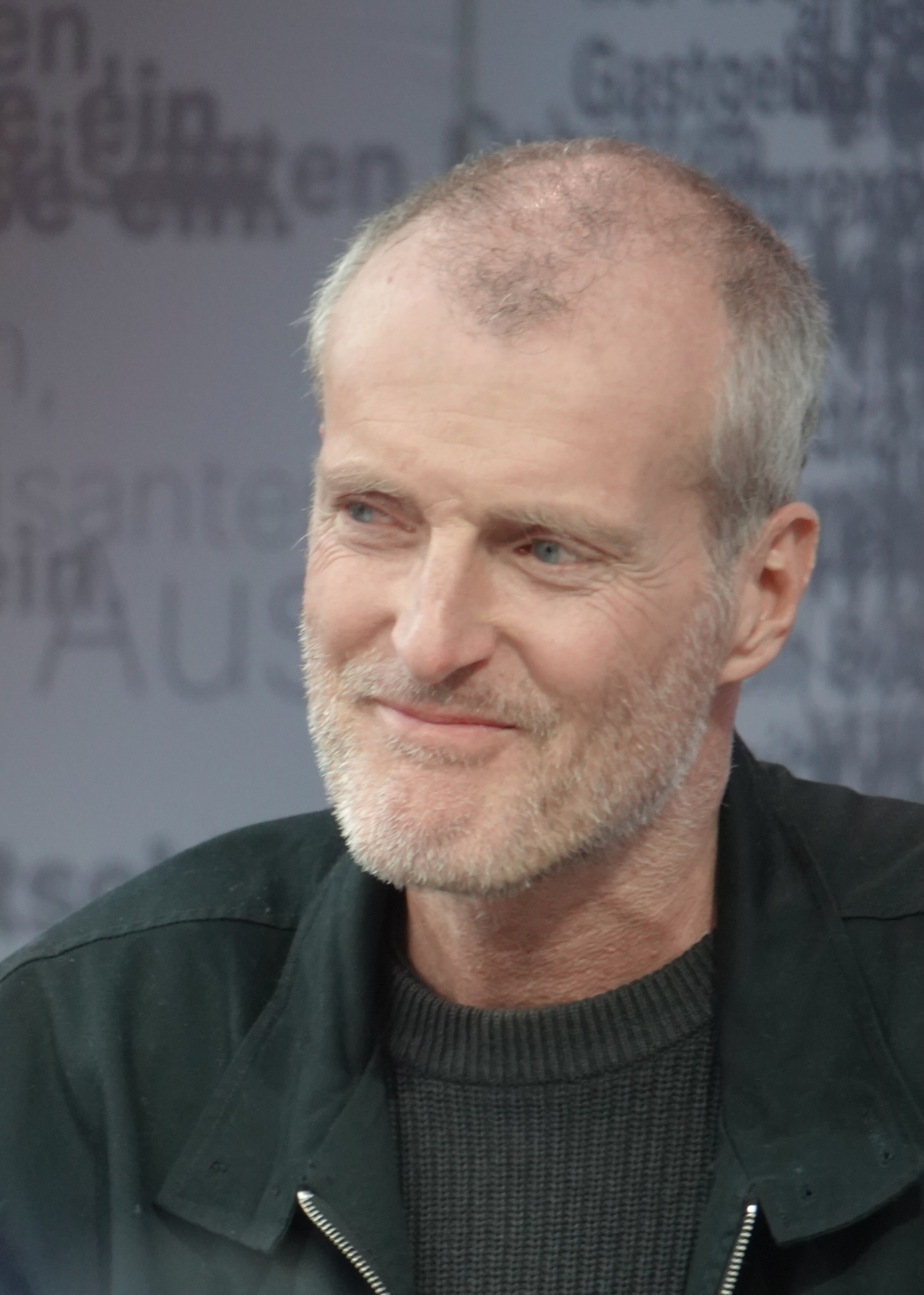
Robert Seethaler 2023

Robert Seethaler (* 7. August 1966 in Wien) ist ein österreichisch-deutscher Schriftsteller, Drehbuchautor und Schauspieler.

## Leben
Robert Seethaler wuchs in einer Arbeiterfamilie im zehnten Wiener Gemeindebezirk Favoriten auf. Die Mutter war Sekretärin, der Vater Schlosser und Holzschnitzer. Aufgrund eines angeborenen Augenfehlers (minus 18–19 Dioptrien) wurde er mehrfach an den Augen operiert und besuchte eine Volksschule für Blinde und Sehbehinderte, ehe er auf ein Gymnasium wechselte, das er im Alter von fünfzehn Jahren wieder verließ. Es folgten verschiedene Tätigkeiten und Aufenthaltsorte, so begann er eine Lehre als Verkäufer und war Botenjunge bei der österreichischen Tageszeitung Kurier, wo er auch kleinere Texte für den Sportteil schrieb. Hiernach ging er für einige Monate nach Israel, wo er auf einer Truthahnfarm arbeitete. Er war zeitweise als Physiotherapeut tätig und verkaufte Schallplatten.
Später holte er nach eigenen Aussagen die Matura nach und begann ein Studium der Psychologie, welches er jedoch abbrach.
Seethaler besuchte die Schauspielschule im Wiener Volkstheater und wirkte in einer Vielzahl von Produktionen für Kino und Fernsehen sowie an Theatern in Wien, Berlin, Stuttgart und Hamburg mit. Dem Fernsehpublikum ist er als „Dr. Kneissler“ in der Serie Ein starkes Team bekannt. 2015 war Robert Seethaler neben Rachel Weisz, Michael Caine, Harvey Keitel, Jane Fonda und Paul Dano in der Rolle des Luca Moroder in Paolo Sorrentinos Kinofilm Ewige Jugend zu sehen, der im selben Jahr den Europäischen Filmpreis erhielt (bester Film, beste Regie). 2004 besuchte Robert Seethaler die Drehbuchwerkstatt München, wo sein dort entwickeltes Drehbuch-Debüt Heartbreakin’ mit dem Tankred-Dorst-Preis ausgezeichnet wurde. Im selben Jahr begann Seethalers literarisches Schaffen mit dem an Heartbreakin´ angelehnten Roman Die Biene und der Kurt. Es folgten die Romane Die weiteren Aussichten, Jetzt wirds ernst und Der Trafikant (Kein & Aber) sowie Ein ganzes Leben, Das Feld, Der letzte Satz (Hanser Verlag) und 2023 Das Café ohne Namen (claassen/Ullstein).
2016 stand Seethalers fünfter Roman Ein ganzes Leben („A Whole Life“) auf der Shortlist für den 2016 International Booker Prize.
2023 stand er in Frankreich mit Le Café sans Nom (dt. "Das Café ohne Namen") als erster deutschsprachiger Autor im Finale sowohl des Prix Médicis als des Prix Femina.
Am 3. März 2022 wurde Robert Seethaler das goldene Ehrenzeichen für Verdienste um die Republik Österreich verliehen. Er ist einer der Erstunterzeichner eines Offenen Briefs an Bundeskanzler Scholz nach dem russischen Überfall auf die Ukraine, in dem am 29. April 2022 vor einer Fortsetzung der Lieferung schwerer Waffen an die Ukraine gewarnt wird.
Robert Seethaler lebt in Berlin und Wien. Er ist Vater eines 2009 geborenen Sohnes.

## Literarisches Werk

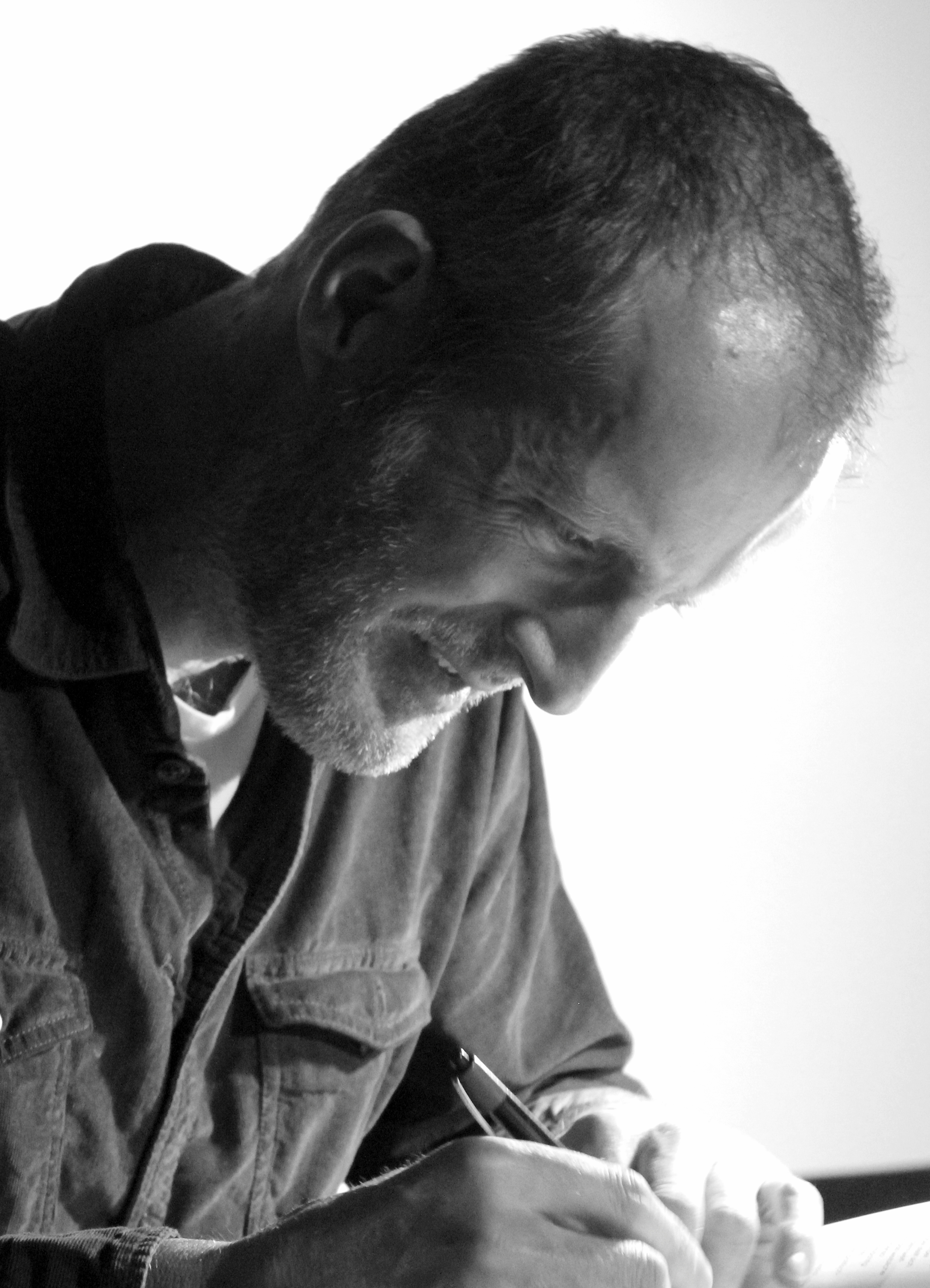
Robert Seethaler, Lesung am Michaeli-Gymnasium München 2013

„Die Grundstimmung meines Lebens ist die Sehnsucht nach Stille“, sagt Seethaler in einem Interview mit der Zeitschrift Stern. „Das Schreiben ist für mich, als würde ich dem Schweigen Worte abringen.“ Seethalers Sprache ist eine besondere. Mit schnörkellosen Sätzen schält er alles Beiwerk ab, bis der Kern offenliegt. Das, was vom Leben übrig bleibt, wenn man mit Abstand daraufguckt, Liebe etwa, die Figuren bebend und wund zurücklassend, Arbeit, die verzehrt und zugleich erfüllt, Familie, Glück und vor allem: Tod. Im Interview mit dem Spiegel betont er, es gehe ihm um Klang, Bild, Ton, Atem. Literatur entwickele sich aus der Sprache, nicht aus dem Schicksal.
Im Frühjahr 2006 erschien Seethalers erster Roman Die Biene und der Kurt als literarische Adaption seines Drehbuches Heartbreakin’ . Der Roman erhielt im Jahr darauf den Debütpreis des Buddenbrookhauses in Lübeck. 2008 bis 2012 erschienen die Romane Die weiteren Aussichten, Jetzt wird's ernst sowie Der Trafikant im Verlag Kein & Aber (Zürich). Seit 2017 ist „Der Trafikant“ Schullektüre und Abiturstoff (Zentralabitur) in Baden-Württemberg sowie in Nordrhein-Westfalen. Der Roman steht seit seinem Erscheinen fast ununterbrochen in den Bestsellerlisten von Buchreport und Spiegel und überschritt 2021 die Marke von einer Million verkauften Exemplaren. 2014 erschien der Roman Ein ganzes Leben über den Seilbahnarbeiter Andreas Egger bei Hanser Berlin. Das Buch wurde ein großer internationaler Erfolg mit Übersetzungen in über 40 Sprachen und stand auf der Shortlist für den International Booker Prize. (Zusammen mit der Übersetzerin Charlotte Collins) Im 2018 erschienenen Roman Das Feld lässt Seethaler 29 Tote auf einem kleinstädtischen Friedhof ihre miteinander verwobenen Geschichten erzählen. 2020 erschien der Der letzte Satz, in dem der Komponist und Dirigent Gustav Mahler auf seiner Reise von Amerika nach Europa im April 1911 an Bord des Dampfers Amerika an sein Leben und Wirken zurückdenkt. Im 2023 erschienenen Roman Das Café ohne Namen erzählt Seethaler von einem Wiener Vorstadtcafé und seinen unterschiedlichen Gästen. Das Feld, Der letzte Satz und Das Café ohne Namen führten zusammen insgesamt sechzehn Wochen die Spiegel-Bestsellerliste Hardcover Belletristik an. Ein ganzes Leben hielt den ersten Platz in der Spiegel-Bestsellerliste Taschenbuch für zwei Wochen. Seit 2016 wurden Die Biene und der Kurt, Der Trafikant, Ein ganzes Leben sowie Das Feld für das Theater dramatisiert (Rowohlt Theater Verlag) und an verschiedenen Bühnen im deutschsprachigen Raum aufgeführt.

## Werkbearbeitungen/Theater/Film
Am 20. Oktober 2016 erfolgte an der Württembergischen Landesbühne die Uraufführung einer Dramatisierung von Der Trafikant (Regie: Hans-Ulrich Becker). In den Jahren darauf folgten eine Reihe weiterer Aufführungen, unter anderem am Volkstheater Wien, dem Landestheater Salzburg, dem Theater Freiburg sowie an Theatern in Bonn, Bremen, Karlsruhe, Bremen, Münster, Krefeld, Aachen, Neuss und Stuttgart. Im November 2019 kam es am Staatstheater Wiesbaden zur Uraufführung einer Dramatisierung von Das Feld (Bühnenfassung und Regie: Marie Schwesinger), gefolgt von weiteren Inszenierungen am (Puppen)Theater Curioso Darmstadt und am Theater Laboratorium Oldenburg. Im selben Jahr hatte am Landestheater Schwaben die Dramatisierung von Ein ganzes Leben Premiere (Regie: Jana Milena Polasek) Im Oktober 2020 brachte die Württembergische Landesbühne eine Bühnenfassung von Die Biene und der Kurt zur Aufführung (Regie: Christine Gnann).
Der Film nach Seethalers Drehbuch zu Die zweite Frau wurde von Hans Steinbichler realisiert und hatte seine Premiere im Rahmen des Münchner Filmfestes. Er lief unter anderem am Toronto International Film Festival und erhielt 2009 drei Grimme-Preise sowie eine Nominierung für den Europäischen Medienpreis für Integration. In den Hauptrollen spielen Matthias Brandt und Monica Bleibtreu. Der Film Der Trafikant nach dem gleichnamigen Roman wurde 2018 fertiggestellt und lief in deutschsprachigen und internationalen Kinos. Die Hauptrollen übernahmen Bruno Ganz (als Sigmund Freud) und Simon Morzé. Robert Seethaler wirkt in einem Cameo-Auftritt als Gestapo-Mann mit. Der Film Ein Ganzes Leben nach dem gleichnamigen Roman wurde 2022 unter der Regie von Hans Steinbichler in der Marktgemeinde Matrei in Osttirol gedreht und hatte 2023 Premiere beim Filmfest Zürich.

## Veröffentlichungen
- Die Biene und der Kurt. Roman. Kein & Aber, Zürich 2006, ISBN 3-0369-5155-5; Taschenbuchausgabe ebd. 2014, ISBN 978-3-0369-5915-3.
- Die weiteren Aussichten. Roman. Kein & Aber, Zürich 2008, ISBN 978-3-0369-5525-4; Taschenbuchausgabe ebd. ISBN 978-3-0369-5947-4.
  - Robert Seethaler liest Die weiteren Aussichten. Gekürzte Ausgabe. Roof Music, Bochum 2017, ISBN 978-3-86484-426-3.
- Jetzt wird’s ernst. Roman. Kein & Aber, Zürich 2010, ISBN 978-3-0369-5574-2; Taschenbuchausgabe ebd. 2018, ISBN 978-3-0369-5975-7.
- Der Trafikant. Roman. Kein & Aber, Zürich 2012, ISBN 978-3-0369-5645-9; Taschenbuchausgabe ebd. 2013, ISBN 978-3-0369-5909-2.
  - Robert Seethaler liest Der Trafikant. Ungekürzte Autorenlesung. Roof Music, Bochum 2014, ISBN 978-3-86484-670-0.
- Ein ganzes Leben. Roman. Hanser, München 2014, ISBN 978-3-446-24645-4; Taschenbuchausgabe Goldmann. 2016, ISBN 978-3-442-48291-7.
  - Ulrich Matthes liest Ein ganzes Leben. Ungekürzte Ausgabe. Roof Music, Bochum, 2014, ISBN 978-3-86484-455-3.
- Das Feld. Roman. Hanser Berlin/München 2018, ISBN 978-3-446-26038-2. Taschenbuchausgabe Goldmann. 2019, ISBN 978-3-442-48998-5.
  - Robert Seethaler liest Das Feld. Ungekürzte Autorenlesung. Roof Music, Bochum 2018, ISBN 978-3-86484-647-2.
- Der letzte Satz. Roman. Hanser, Berlin 2020, ISBN 978-3-446-26788-6.
  - Matthias Brandt liest Der letzte Satz. Ungekürzte Fassung, ISBN 978-3-86484-657-1.
- Das Café ohne Namen. Roman. Claassen, Berlin 2023, ISBN 978-3-546-10032-8
  - Matthias Brandt liest Das Café ohne Namen. Ungekürzte Fassung ISBN 978-3-95713-293-2
- Trotteln, mit Illustrationen von Rattelschneck, Ullstein, Berlin 2025, ISBN 978-3-550-20405-0.[17]

## Sekundärliteratur
- Thea Caillieux: Der Trafikant. Arbeitsheft Klasse 10 – 12. Klett Verlag 2016. ISBN 978-3-12-352537-7
- Klett Lektürehilfen (Hrsg.): Der Trafikant. Interpretationshilfe für Oberstufe und Abitur. Klett Verlag 2017. ISBN 978-3-12-923113-5
- Anette Sosna: Der Trafikant. Einfach Deutsch Unterrichtsmodelle. Westermann Verlag 2017. ISBN 978-3-14-022770-4
- Jonathan Hirtz: Die Ästhetik der Vernunft im (Anti-) Bildungsroman. Eine Analyse der Romane „Der Gehülfe“ von Robert Walser und „Der Trafikant“von Robert Seethaler im Vergleich. GRIN Verlag 2018.
- Daniela Janke: Einfach Deutsch … verstehen. Robert Seethaler Der Trafikant. Westermann Verlag 2018. ISBN 978-3-14-022660-8
- Jan Standke: Der Trafikant. Lektüreschlüssel mit Inhaltsangabe. Reclam Verlag 2018. ISBN 978-3-15-015475-5
- Dr. Daniel Rothenbühler, Robert Seethaler: Ein ganzes Leben: Textanalyse und Interpretation mit ausführlicher Inhaltsangabe und Abituraufgaben mit Lösungen. C. Bange Verlag 2019. ISBN 978-3-8044-2047-2
- Wilhelm Borcherding: Der Trafikant. Kopiervorlagen mit Downloadpaket Oberstufe. Klett Verlag 2020. ISBN 978-3-12-352626-8
- Michael Dengler: Der Trafikant. STARK Interpretationen Deutsch. Stark Verlag 2020. ISBN 978-3-8490-4352-0
- Arnd Nadolny: Der Trafikant. Textanalyse und Interpretation. C. Bange Verlag 2022. ISBN 978-3-8044-2083-0
- Cedric Niebrügge: Der Trafikant von Robert Seethaler als Beispielwerk für die Gattung Epik im Zentralabitur NRW. GRIN Verlag 2022.
- Georg Büchner, Robert Seethaler: Abitur Nordrhein-Westfalen 2024 Grundkurs Deutsch – Paket: Ein Bundle mit allen Lektürehilfen zur Abiturprüfung: Der Trafikant, Woyzeck, Reisen – … bis zur Gegenwart. C. Bange Verlag 2022. ISBN 978-3-8044-9847-1
- Gotthold Ephraim Lessing, Robert Seethaler Rüdiger Bernhardt: Abitur Deutsch NRW 2022 – Paket: Nathan der Weise, Der Trafikant … C. Bange Verlag 2020. ISBN 978-3-8044-9839-6

## Drehbücher
- Die zweite Frau, Sperl & Schott Film, 2008
- Heartbreakin’
- Harry Stein

## Filmografie (Auswahl)
- 1997: Die Knickerbocker-Bande (TV-Serie)
- 1999: Helden in Tirol (Regie Niki List)
- 2000: Zehn wahnsinnige Tage (Regie Christian Wagner)
- 2000: Für alle Fälle Stefanie (TV-Serie)
- 2002: Victor – Der Schutzengel (TV-Serie)
- 2002: Küstenwache (TV-Serie)
- 2002: Die Cleveren (TV-Serie)
- 2002: Liebe darf alles (TV-Mini-Serie)
- 2002: Die Dickköpfe (Regie Walter Bannert)
- 2002: Juls Freundin (Regie Kai Wessel)
- 2001–2003: Im Namen des Gesetzes (TV-Serie)
- 2003: Komm, wir träumen! (Regie Leo Hiemer)
- 2004: Mit Herz und Handschellen (TV-Serie)
- 2005: Die Spur im Schnee (Regie Robert Narholz)
- 2005: Ein kalter Sommer (Regie Hartmut Schoen)
- 2006–2007: Schloss Einstein (TV-Serie)
- 2007: SOKO Leipzig (TV-Serie)
- 2010: Der Winzerkönig (TV-Serie)
- 2015: Ewige Jugend (Regie Paolo Sorrentino)
- 2002–2016: Ein starkes Team (TV-Serie)
- 2016: SOKO Donau (TV-Serie)
- 2017: Tatort: Schock
- 2018: Der Trafikant
- 2019: Wie ich lernte, bei mir selbst Kind zu sein
- 2020: Das Tal der Mörder (Fernsehfilm)
- 2023: Ein ganzes Leben (Kinofilm)

## Auszeichnungen
- 2005: Tankred-Dorst-Drehbuchpreis der Drehbuchwerkstatt München für Heartbreakin’
- 2007: Debütpreis des Buddenbrookhauses für Die Biene und der Kurt
- 2008: Alfred-Döblin-Stipendium / Akademie der Künste Berlin
- 2008: Kulturpreis des Landes Niederösterreich
- 2008: My Mother, My Bride and I (dt. „Die zweite Frau“) beim International Toronto Filmfestival
- 2009: Spreewald Literaturstipendium
- 2009: Grimme-Preis für Die zweite Frau (Bester Film)
- 2009: Nominierung für den Europäischen Medienpreis für Integration
- 2011: Staatsstipendium der österreichischen Bundesregierung
- 2011: Stipendium des Heinrich-Heine-Hauses der Stadt Lüneburg
- 2015: Grimmelshausen-Preis für Ein ganzes Leben[18]
- 2016: Shortlist des International Booker Prize für die englischsprachige Übersetzung von Ein ganzes Leben (gemeinsam mit Übersetzerin Charlotte Collins)
- 2016: Buchpreis der Wiener Wirtschaft
- 2017: Anton-Wildgans-Preis[19]
- 2017: Shortlist des International DUBLIN Literary Award mit A Whole Life
- 2018: Rheingau Literatur Preis für Das Feld
- 2018: Longlist Österreichischer Buchpreis
- 2020: Longlist Deutscher Buchpreis
- 2021: Prix Jean Monnet des jeunes européens für Le Champ (dt. „Das Feld“)
- 2022: Goldenes Ehrenzeichen für Verdienste um die Republik Österreich
- 2023: Finalist Prix Femina mit "Le café sans nom" (dt. "Das Café ohne Namen)
- 2023: Shortlist Prix Médicis mit "Le café sans nom" (dt. "Das Café ohne Namen)
- 2023: Prix littéraire des musiciens 2023 für "Le Dernier Mouvement" (dt. "Der letzte Satz")